# Gaetano Ottani
Gaetano Ottani (Bologna, 29 marzo 1720 - 1724 – Torino, 14-15 gennaio 1801) è stato un cantante, pittore e scenografo italiano.

## Biografia

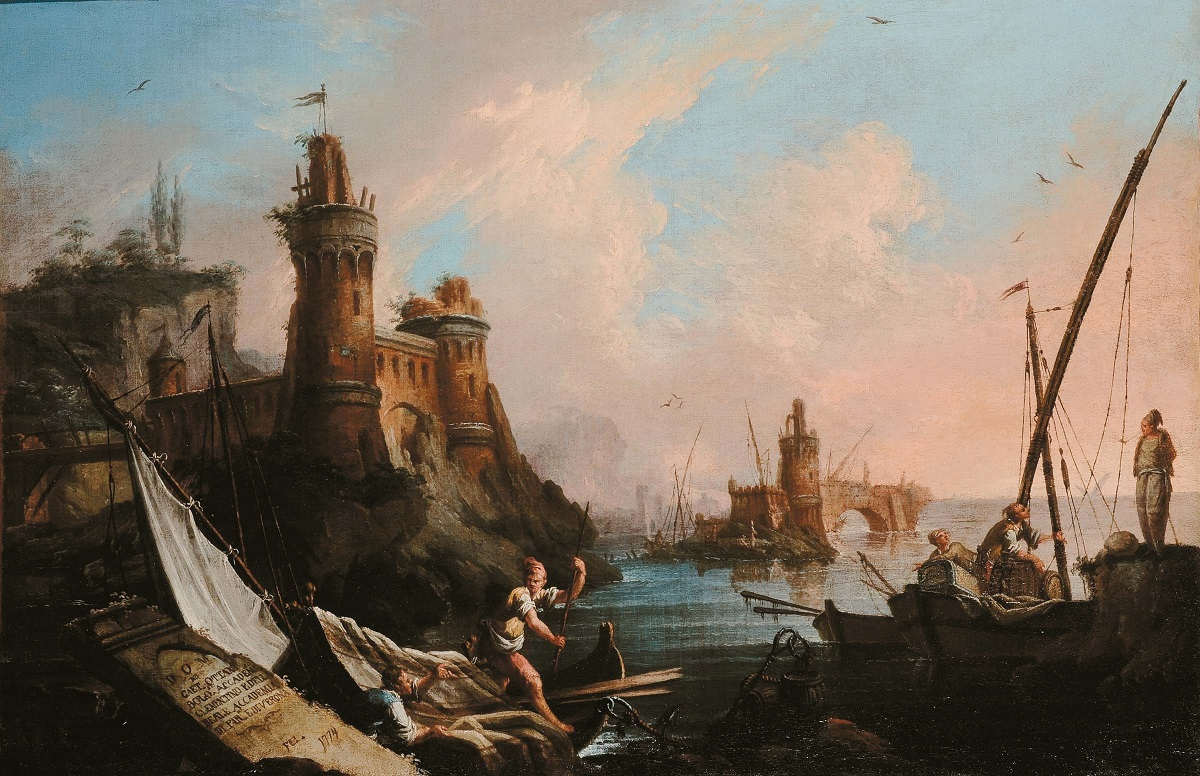
Porto con figure, 1774

Figlio di Giuseppe, Gaetano Ottani (o Gaetano Bernardino Ottani) come pittore si formò a Bologna, all'Accademia Clementina e si ispirò alle opere di Ferdinando Galli da Bibbiena. Ebbe una complessa carriera come scenografo, come pittore e come tenore.

### Esordi
Come scenografo, a Bologna, nel 1742, con l'aiuto di Gaetano Stegani, dipinse le architetture e le prospettive per il dramma Andromaca, rappresentato al teatro Formagliari. Nel 1744 realizzò le scenografie per il Ciro riconosciuto, musicato da Niccolò Jommelli su testo di Metastasio e andato in scena al Formagliari.
Nel 1743 decorò il sepolcro di Cristo per il Giovedì Santo, nella chiesa di Santa Maria delle Grazie di Bologna e nel 1745 ha realizzato un ornato al dipinto di Nicola Bertuzzi nella cappella dell'oratorio superiore della Chiesa di Santa Maria della Visitazione, detta anche chiesa di Santa Maria del Ponte delle Lame. Dipinse ad olio capricci di rovine e di marine, sulla scia di Pietro Paltronieri, detto il Mirandolese.
Entrato in contatto con Carlo Filippo Aliberti, un artista torinese e specialista in architettura civile e teatrale e che lavorava alla corte sabauda, fra il 1754 e il 1756 decise di risiedere a Torino, dove lo raggiunse il fratello minore Bernardo, musicista. Come tenore, la sua carriera teatrale, che si sviluppò tra il 1747 e il 1770, lo portò a calcare le scene di molti teatri italiani e austriaci.

### Carriera come tenore
Sosteneva le parti di sovrano o di genitore ed ebbe ruoli nel Bajazet di Agostino Piovene; nel Demofoonte, e inoltre nel Demetrio, in Alessandro nell'Indie, e nella Clemenza di Tito, opere musicate su testo di Pietro Metastasio.
La sua carriera ebbe inizio al teatro Formagliari di Bologna e al teatro Sant'Angelo di Venezia, durante il carnevale 1747. Nel 1748 cantò a carnevale nel teatro delle Dame a Roma e in autunno a Lucca. A primavera 1749 era a Parma, col Demetrio di Nicolò Jommelli; a carnevale 1750 cantò al teatro Regio di Torino. Tornò a Venezia, al teatro di San Giovanni Grisostomo, in autunno 1750 e carnevale 1751 e si esibì a Reggio, ad aprile 1751, con il Lucio Papirio di Baldassare Galuppi. Cantò al Regio Teatro Ducale di Milano, per il carnevale 1752 e per quello del 1770. Fu anche al teatro San Carlo di Napoli, a primavera e in autunno 1752, con la Clemenza di Tito di Christoph Willibald Gluck e nello stesso ruolo, ma su musica di Andrea Adolfati, si presentò al teatro Burgtheater di Vienna, in autunno 1753. Fino al 1768 fu ingaggiato dal Regio di Torino per molte stagioni e vi cantò opere di Nicolò Jommelli, di Ignaz Holzbauer, di Tommaso Traetta, di Antonio Sacchini. Si esibì anche a Genova (1758 e 1765), a Padova (1762), a Roma (1765).
A Torino nel 1770 ebbe contatti con Charles Burney, che lo lodò sia come cantante sia come pittore.
Cantò a Torino in Enea nel Lazio di Vittorio Amedeo Cigna Santi, musicato da Traetta (1760) e nello stesso anno 1760 si esibì nelle Feste d’Imeneo, azioni mitologiche di Carlo Innocenzo Frugoni, musicate da Traetta e messe in scena per le nozze dell’arciduca d’Austria (futuro Giuseppe II d'Austria) con Isabella di Borbone. A primavera 1761 cantò nel dramma per musica Enea e Lavinia di Jacopo Antonio Sanvitale, tratto da Fontenelle; nel 1768 cantò nella reggia di Colorno; in agosto 1769 nel teatro Ducale, per le nozze dell'infante Ferdinando (poi Ferdinando I di Parma) con Maria Amalia d'Asburgo-Lorena, cantò nelle Feste d’Apollo, su musiche di Gluck.

### Carriera come pittore
Gaetano Ottani, pittore di paesaggi con rovine, di visioni notturne su colonnati, fantasiosi e ricchi di particolari, di marine inventate, realizzò una serie di sovrapporte per il palazzo reale di Torino ed ebbe commissioni per decori in ville e in palazzi piemontesi. Amava dipingere fantasiose prospettive di rovine e di marine. Dal 1757 lavorò per la villa dell'architetto Filippo Castelli, a San Damiano d'Asti. Ispirandosi al gusto del narrare di origine veneta, creava elaborate ed imponenti architetture, classiche o gotiche, cui faceva pendere un intrico di verdure e che innalzava con un occhio alla scenografia e ai costumi teatrali, tanto da farle eccedere dall'inquadratura del dipinto.
Il 7 ottobre 1766 fu ammesso all'Accademia Clementina di Bologna e pubblicò il Libro primo di Cartelle, una raccolta di suoi disegni con marine e rovine, incisi da Angelo Gizzardi, da Dionisio Valesi e da Pietro Peiroleri e dedicata al principe ereditario Vittorio Amedeo III. Nella dedica delle Cartelle specificava che erano state inventate e disegnate da Gaetano Ottani bolognese pittore e musico tenore accademico clementino. Nel volume sono compresi i ritratti dell'artista e del principe in dedica.

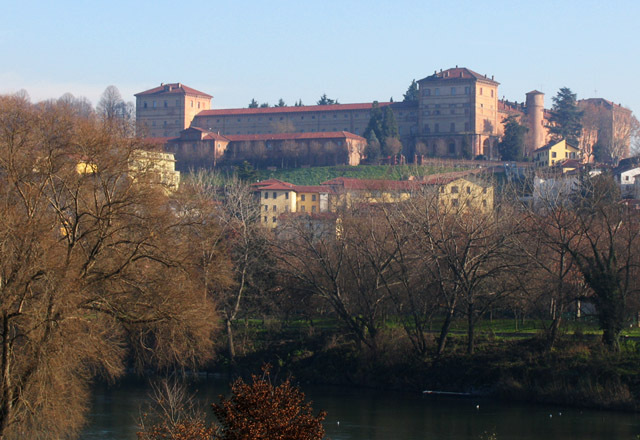
Moncalieri, Castello Reale

Nel 1770 Gaetano Ottani divenne membro dell'Accademia di belle arti di Verona e nel 1773 nell'Accademia di belle arti di Parma. Membro della Compagnia di San Luca, di Torino, divenuta più tardi Accademia Albertina, ne divenne priore nel 1782.
Dal 1774 Ottani ottenne da Vittorio Amedeo III uno stipendio di 600 lire all'anno; nel 1779 gli fu conferita la patente di musico e nel 1784 un aumento a 1000 lire, per la realizzazione di quattro dipinti all'anno e per il servizio nella Cappella reale, in cui risulta attivo come cantante, fino al 1798.
Tra il 1775 e il 1780, nel castello di Moncalieri, eseguì una serie di marine; nel 1779 per il padre Giovan Battista Martini realizzò copie dei ritratti di Giovanni Battista Somis e di Lorenzo Somis - dipinti da Louis-Michel van Loo o da Charles-Amédée-Philippe van Loo - che oggi sono nel Museo internazionale e biblioteca della musica di Bologna. Allegoria della Pittura  e Allegoria dell’Astrologia, datate 1785, furono da lui dipinte per palazzo Chiablese. Due marine sono nella Pinacoteca nazionale di Bologna.
Fu sepolto a Torino il 18 gennaio 1801.

#### Ha anche interpretato, come tenore
- Gennaro Manna, Didone abbandonata, Venezia, All'insegna della Scienza, SBN MUS0011057.
- Agostino Filippucci, Magnificat sex vocibus, SBN MSM0018506. Partitura. Bologna - Biblioteca dell'Accademia Filarmonica, collocazione: capsa I, n.5.
- Pietro Pariati, Arianna e Teseo, dramma per musica da rappresentarsi nel famosissimo Teatro Grimani di S. Gio. Grisostomo nel Carnovale dell'anno 1751 / musica di Girolamo Abos, Venezia, All'insegna della Scienza,, 1750-1751, SBN MUS0011058.
- Domingo Miguel Bernabé Terradellas, Didone abbandonata, SBN MSM0017629. Partitura. Roma - Biblioteca musicale governativa del Conservatorio di Santa Cecilia, collocazione: Governativo G-Mss-15.
- Ferdinando Bertoni, Ballo Terzo, SBN MSM0107551. Partitura. Venezia - Biblioteca nazionale Marciana, collocazione: Canal (=10702).
- Apostolo Zeno, Merope, dramma per musica da rappresentarsi nel famosissimo Teatro Grimani di S. Gio. Grisostomo nell'autunno dell'anno 1750 / musica è del sig. David Perez, Venezia, All'insegna della Scienza, 1750, SBN MUS0010780.
- Gaetano Roccaforte, Pelopida dramma per musica da rappresentarsi nel Regio Teatro di Torino nel Carnevale del 1763. Alla presenza di S.S.R.M / Musica di Giuseppe Scarlatti, maestro di capp. napolitano, Torino, presso Gaspare Bayno stampatore, e libraio della Società de' Signori Cavalieri, 1763, SBN TO0E002083.
- Niccolò Jommelli, Bajazette / Musica del celebre Maestro il Sig.r D.  Nicola Jommelli / Rappresentata in Torino l'anno 1753 / Copiata da me Giuseppe Sigismondo nel mese di Agosto 1772 / N.B. Questo Dramma fu posto in musica dal Iommelli in 13 giorni, agosto 1772, SBN MSM0092566. Partitura. Napoli, Biblioteca del Conservatorio di musica San Pietro a Majella, collacozione: Rari 7.7.7
- Pietro Metastasio, Titolo Siroe, drama per musica da rappresentarsi nel Regio Teatro di Torino nel carnovale del 1750. Alla presenza di sua maestà / La musica è del sig. Giuseppe Scarlati maestro di cappella napolitano, Torino, : appresso Pietro Giuseppe Zappata e figliuolo stampatori della Società de' sig. Cavalieri, 1749-1750, SBN MUS0039412.
- Giovanni Battista Lampugnani, Tigrane: Dramma per Musica coreografo Giulio Bigati, Venezia, Modesto Fenzo, 1747, SBN MUS0011691.
- Apostolo Zeno, Lucio Vero dramma per musica da rappresentarsi nel Regio Teatro di Torino nel carnevale del 1757 alla presenza di S.S.R.M, Torino, presso gli Zappata e Avondo, 1757, SBN MUS0052074.
- Giovanni Ambrogio Migliavacca, Solimano, dramma per musica da rappresentarsi nel Regio Teatro di Torino nel carnovale del 1756 alla presenza di S.S.R.M. / la musica è del sig. Michel'Angelo Valentini maestro di cappella napolitano, Torino, presso gli Zappata, ed Avondo Impress. e Libr. della Società de' Signori Cavalieri, 1756, SBN MUS0041130.
- Apostolo Zeno, Lucio Vero: dramma per musica: da rappresentarsi nel Regio Teatro di Torino nel Carnevale del 1757: alla presenza di S.S.R.M. / la musica è del Sig. Ferdinando Bertoni, Torino, presso gli Zappata e Avondo, 1757, SBN PAR1240754.
- Lucio Papirio dittatore dramma per musica da rappresentarsi in Roma nel Teatro Delle Dame nel carnevale dell'anno 1748 / musica di Gennaro Manna, Roma, per il Bernabò & Lazzarini, 1748, SBN MUS0037524.
- Sacchini, L'eumene: dramma serio; coreografo Vincenzo Galeotti, Roma, Teatro Argentina, 1765, SBN MUS0013638.
- Pastorale recitata nel R. Teatro di Colorno in festeggiamento dell'arrivo di S.A.R. l'arciduchessa Maria Amalia nostra graziosissima sovrana, Parma, nella Stamperia reale, 1769, SBN TO0E039757.
- Gioacchino Pizzi, Creso dramma per musica da rappresentarsi nel Regio Teatro di Torino nel carnovale del 1768. Alla presenza di S.S.R.M. / La musica è del signor Pasquale Caffaro, Torino, nella Stamperia reale : a spese di Onorato Derossi, 1768, SBN MUS0007119.
- Carlo Lanfranchi Rossi, Il Muzio Scevola: Dramma per Musica / Baldassare Galuppi; libretto: Carlo Giuseppe Lanfranchi Rossi; coreografie: Pietro Alovar, Padova, Conzatti, stamp., 1762, SBN MUS0009093.
- Mattia Verazi, Oreste dramma per musica da rappresentarsi nel Regio Teatro di Torino nel Carnovale del 1766 alla presenza di s.s.r.m. / La musica è del signor Carlo Monza, Torino, : nella Stamperia Reale, a spese di Onorato Derossi, 1766, SBN MUS0037251.
- Pietro Metastasio, Il trionfo di Clelia, dramma per musica da rappresentarsi nel Regio Teatro di Torino nel Carnovale del 1768. Alla presenza di S.S.R.M. / La musica è del signor Giuseppe Misliweck detto il Boemo, Torino, nella Stamperia Reale: a spese di Onorato Derossi, Libraio della Società de' Signori Cavalieri sotto i primi Portici della Contrada di Po, 1768, SBN MUS0037038.
- Ranieri Calzabigi, Alceste, tragedia per musica da rappresentarsi in Bologna nel nuovo pubblico Teatro nella primavera dell'anno 1778 / La poesia è del sig. consigliere de' Calsabigi; la musica è del sig. cavaliere Gluk fra gli Arcadi Armonide Terpsicoreo, Bologna, Nella Stamperia del Sassi, 1778, SBN MUS0035736.
- Giacomo Francesco Bussani, Cesare in Egitto, dramma per musica da rappresentarsi nel Regio Ducal Teatro di Milano nel carnovale dell'anno 1770, dedicato a sua altezza serenissima il duca di Modena, Reggio, Mirandola ec. / compositore della musica Nicola Piccini, Milano, Giovanni Montani, 1770, SBN MUS0318116.
- Carlo Giuseppe Lanfranchi Rossi, Il Muzio Scevola, dramma per musica del nobile signore Carlo Giuseppe Lanfranchi Rossi patrizio pisano, da rappresentarsi nel Nuovo Teatro della città di Padova per la solita Fiera dell'anno 1762. Dedicato a [...] Lunardo Valmarana podestà e vice-capitano di Padova / La musica è nuova del celebre sig. Baldassare Galuppi detto Buranello maestro della Ducal Cappella di S. Marco di Venezia, Padova, Nella stamperia Conzatti, 1762, SBN MUS0320303.